# Jenny Amelia Mulder
Jenny Amelia Mulder (Amsterdam, 18 januari 1943 – aldaar, 21 juli 1994) was een Nederlands beeldhouwster.

## Leven en werk
Jenny Mulder, geboren en getogen in Amsterdam, was enig kind in een gezin met een moeder die het huishouden bestierde en een vader die schrijfmachinehandelaar/reparateur was. Na haar middelbare school ging ze een jaar naar de kunstnijverheidsschool in de Gabriël Metsustraat in Amsterdam. Hier ontdekte ze haar kunstzinnige talenten die ze verder professionaliseerde aan de Rijksakademie van beeldende kunsten. Ze kreeg daar les van onder anderen Piet Esser en Paul Grégoire.
In deze periode openbaarde zich bij haar de chronische ziekte van Crohn, die haar verdere leven heeft beïnvloed en uiteindelijk mede heeft geleid tot haar dood op jonge leeftijd. Ze erfde op haar 22ste een binnenvaartschip van de jong gestorven beeldhouwer Adam Jansma, met wie zij hier kort samenwoonde en dat afgemeerd ligt aan de Amstel. Deze boot richtte ze in navolging van Adam Jansma in als woning en atelier. Een deel van haar beeldend werk baseerde ze op nagelaten ontwerpen van deze beeldhouwer. 
Het leidende motief in Mulders werk is veelal de vrouw al of niet specifieker als moeder en kind. Haar sculpturen zijn vaak omschreven als oervormen waarin ook de materiaaleigenschappen een rol spelen. Over haar werk: "Mulder preludeert in haar werk voornamelijk op het thema “Vrouw”. Zij werkt in tamelijk gesloten vormen, waarbij zij de tekening (adering) van de steen laat meespelen in de uiteindelijke vormgeving." "Uit het massieve gele marmer van het Franse Hauteville heeft Jenny Mulder mensfiguren gehouwen. Zo krachtig en dynamisch dat je ze niet monumentaal kunt noemen. Hier is geen vorm gegeven. Hier is de vorm eruit gehaald ! Jenny Mulder geeft daarmee uitdrukking aan een eind-twintigste-eeuwse visie op en beleving van existentiële menselijke expressie die de tijd kan overleven. Zo is haar kunst toch een monument van deze tijd."
Naast haar kunstenaarschap was ze zeer betrokken bij de verbetering van de sociaal-economische positie van de beoefenaren van de beeldende kunsten. Ze heeft bestuursfuncties bekleed bij onder andere de BKR-rijkscommissie, de Amsterdamse kunstraad en de Federatie van kunstenaars. Verder was ze lid van de Nederlandse Kring van Beeldhouwers.
Haar werk is in het bezit van de gemeente Amsterdam, het rijk en diverse particuliere collecties.

## Tentoonstellingen (selectie)
- Amstelpark 1975
- Stedelijk Museum Amsterdam
- Van Gogh Museum,
- Amrobank vestigingen in heel Nederland